# سیه‌رخ تیره
سیه‌رخ تیره (نام علمی: Batis crypta) نام یک گونه از سرده سیه‌رخ‌ها است.